# Cryptacarus schauenbergi
Cryptacarus schauenbergi är en kvalsterart som beskrevs av Sandór Mahunka 1977. Cryptacarus schauenbergi ingår i släktet Cryptacarus och familjen Lohmanniidae. Inga underarter finns listade i Catalogue of Life.